# Орден Отечества (Казахстан)
О́рден Оте́чества (каз. Отан ордені) — один из высших орденов Республики Казахстан.
Орденом Отечества награждаются граждане за особые заслуги:
- в государственной и общественной деятельности;
- в развитии экономики, социальной сферы, науки и культуры;
- в государственной, правоохранительной и военной службе, развитии демократии и социального прогресса.

Также орден Отечества вручается гражданам, удостоенным звания Народного Героя либо звания Героя Труда.
О награждении граждан, удостоенных знаков высшей степени отличия, орденом Отечества либо орденом «Первого Президента Республики Казахстан Нурсултана Назарбаева» производится запись в Книге Славы Республики Казахстан, учреждаемой Правительством Республики Казахстан.

## Описание

### Тип 1
Орден изготавливается из серебра.
Знак ордена представляет собой орнаментальный овал размерами 45x47 мм. В центре расположено изображение Государственного Герба Республики Казахстан из оксидированного серебра.
Овал по боковым сторонам обрамлен лавровым венком, снизу растительным орнаментом в форме «трилистника». Венок перевит лентой красного цвета, на которой расположена надпись «ОТАН». Фон овала покрыт прозрачной эмалью голубого цвета, выступающий рельеф покрыт позолотой.
Все изображения и надписи на изделии выступающие, блестящие.
Знак ордена при помощи ушка и кольца крепится к пятиугольной колодочке, обтянутой муаровой лентой цвета Государственного Флага Республики Казахстан. По центру ленты проходит красная полоса шириной 3 мм, еще две красные полосы шириной 2 мм расположены на расстоянии 2 мм от краев средней полосы. В основании колодочки выступающий орнамент.

### Тип 2
Орден изготавливается из серебра.
Знак ордена представляет собой орнаментальный овал размерами 45x47 мм. В центре расположено изображение Государственного Герба Республики Казахстан из оксидированного серебра.
Овал по боковым сторонам обрамлен лавровым венком, снизу растительным орнаментом в форме «трилистника». Венок перевит лентой красного цвета, на которой расположена надпись «ОТАН». Фон овала покрыт прозрачной эмалью голубого цвета, выступающий рельеф покрыт позолотой.
Все изображения и надписи на изделии выступающие, блестящие.
Знак ордена при помощи ушка и кольца крепится к шестиугольной колодке, обтянутой муаровой лентой цвета Государственного Флага Республики Казахстан, шириной 34 мм. По центру ленты проходит красная полоса шириной 3 мм, еще две красные полосы шириной 2 мм расположены на расстоянии 2 мм от краев средней полосы.

### Тип 3 (с 2015 года)[1]
Орден состоит из знака и колодки.
Знак ордена представляет собой орнаментальный овал размерами 45x47 мм. В центре расположено изображение Государственного Герба Республики Казахстан в цветных эмалях на фоне расходящихся лучей.
Овал по боковым сторонам обрамлен лавровым венком, снизу растительным орнаментом в форме «трилистника». Венок перевит лентой красного цвета, на которой расположена надпись «ОТАН». Фон овала и герба покрыт прозрачной эмалью голубого цвета, выступающий рельеф покрыт позолотой.
Орден изготавливается из серебра.
Все изображения и надписи на изделии выступающие, блестящие.
Знак ордена при помощи ушка и кольца крепится к колодке, обтянутой муаровой лентой цвета Государственного Флага Республики Казахстан, шириной 34 мм. По центру ленты проходит красная полоса шириной 3 мм, еще две красные полосы шириной 2 мм расположены на расстоянии 2 мм от краев средней полосы.
С обратной стороны колодки имеется булавка с визорным замком, с помощью которой изделие крепится к одежде.
На обратной стороне ордена гравируется порядковый номер.

## Орденская монета
В 2007 году Национальным банком Республики Казахстан была выпущена в обращение коллекционная памятная монета с изображением знака ордена Отечества.

## Галерея
- Знак ордена первого типа на почтовой марке Казахстана 1997 года
- Знак ордена первого типа (до 1998 года)
- Миниатюра ордена
- Реверс монеты номиналом в 50 тенге с изображением знака ордена

## Интересные факты
По положению об ордене повторное награждение им не предусматривается, тем не менее известны случаи наличия у некоторых персон двух орденов «Отан», так Геннадий Иванович Зенченко был награждён в 1999 году, а в 2008 году он получил второй орден «Отан» вместе с Золотой звездой к званию «Герой Труда Казахстана».

## Награждённые
Основная категория: Кавалеры ордена «Отан»
Первым награждённым был общественный деятель Сергей Васильевич Дрожжин (Указ президента РК от 23 октября 1994 года).